# Iodaniline
| Gefahrensymbol |

| Gefahrensymbol |

| Gefahrensymbol |

Die Iodaniline bilden in der Chemie eine Stoffgruppe, die sich sowohl vom Anilin als auch vom Iodbenzol ableitet. Die Struktur besteht aus einem Benzolring mit angefügter Aminogruppe (–NH2) und Iod (–I) als Substituenten. Durch deren unterschiedliche Anordnung (ortho, meta oder para) ergeben sich drei Konstitutionsisomere mit der Summenformel C6H6IN.